# Мормиле ди Кампокьяро, Оттавио
Герцог Оттавио Мормиле ди Кампокьяро (итал. Ottavio Mormile, il duca di Campochiaro; 25 сентября 1761, Неаполь — 12 января 1836) — неаполитанский государственный деятель.
Сначала служил в гвардии неаполитанского короля Фердинанда.
Король Иоахим Мюрат приблизил Кампокьяро к себе и сделал его министром внутренних дел (1809 год); в этом качестве он раскрыл целый ряд заговоров против короля-француза. В 1814 году Кампокьяро сначала с успехом защищал Мюрата от посягательств Венского конгресса на его корону, пока сам Мюрат не стал во время Ста дней на сторону Наполеона.
В 1820 году Кампокьяро снова выступил на политической сцене в качестве министра иностранных дел, но за согласие на отъезд короля на Лайбахский конгресс был призван к ответственности перед парламентом, потерял портфель и с тех пор жил в неизвестности.